# Прието, Андрес
Андре́с Рафаэль Прието Уррехола (исп. Andrés Rafael Prieto Urrejola; 19 декабря 1928, Сантьяго — 25 сентября 2022, Витакура) — чилийский футболист, нападающий. Рекордсмен сборной Чили по возрасту выхода на поле в официальной игре — 18 лет и 352 дня. После завершения игровой карьеры долгое время работал тренером. Брат футболиста Игнасио Прието. Праправнук президента Чили Хосе Хоакина Прието.

## Карьера
Андрес Прието родился в семье Фернандо Прието Конча и Марии Уррехолы Росас. У них было пятеро детей. Он начал своё обучение в колледже Сан-Игнасио Алонсо Овалье. Там же он получил своё прозвище — «Отбивная»: «Однажды меня так назвал одноклассник, и под этим прозвищем я стал всем известен». В возрасте 11 лет Андрес самостоятельно, без какой-либо поддержки и рекомендаций, отправился вместе с другом на просмотр в молодёжную команду клуба «Универсидад Католика». Просмотр был удачным, и так Прието стал игроком команды. С 1946 года футболист стал выступать за основу «Универсидада». 28 июля того же года он забил первый мяч за клуб, поразив ворота «Грин Кросса» (3:0). При этом сам Прието продолжал обучение в колледже и даже представлял учебное заведение в некоторых спортивных соревнованиях. В 1949 году клуб выиграл свой первый титул чемпиона Чили. Годом позже «Универсидад» провёл турне по Европе. Во время этого турне клуб победил со счётом 3:1 «Севилью», во встрече, в которой Андрес стал лучшим игроком встречи.
В составе сборной Чили Прието дебютировал 6 декабря 1947 года в матче с Уругваем. Он вышел на поле в возрасте 18 лет и 352 дня, став самым молодым чилийцем, сыгравшим за национальную команду в официальной игре. 12 марта 1950 года Андрес забил первый мяч за сборную, поразив ворота Боливии. В том же году он был вызван в стан национальной команды для поездки на чемпионат мира. Сам игрок не хотел участвовать в трунире, но его заставил отец: «Я не хотел ехать, отец заставил меня и оставил в самолёте». Во второй игре первенства против США (5:2) Андрес забил один из голов. В 1952 году он стал участником Панамериканского чемпионата. В первой же игре с Панамой Прието сделал хет-трик, а всего на первенстве забил 6 голов, став вторым бомбардиром первенства. В матче с Перу Андрес травмировался. Из-за этой травмы футболист страдал всю оставшуюся карьеру. Всего за сборную Прието провёл 16 матчей и забил 8 голов.
В 1953 году Прието перешёл в венесуэльский клуб «Депортиво Васко», куда чуть ранее отравился его соотечественник и бывший партнёр по «Универсидаду» Фернандо Риера. Сам футболист заявил, что будет играть за эту команду до середины года, после чего рассмотрит варианты перехода в другой клуб. После 4 месяцев в Венесуэле, Прието перешёл в «Эспаньол». 4 октября он дебютировал в составе клуба в матче с «Атлетиком» из Бильбао (0:0). Первоначально чилиец не мог демонстрировать высокого уровня игры, однако после матча с «Реалом» всё изменилось, и футболист стал одним из лидеров команды. За «Эспаньол» Андрес провёл 19 матчей и забил 4 гола. В 1955 году Прието возвратился в «Универсидад Католика». В первом же сезоне после возвращения Андреса, клуб вылетел во второй дивизион чемпионата Чили. За один сезон клуб возвратился в высшую лигу, где Прието провёл ещё один год и завершил карьеру.
Завершив игровую карьеру, Прието стал ассистентом Фернандо Риеры в сборной Чили. В 1962 году он начал самостоятельную тренерскую карьеру, став главным тренером клуба «Сан-Луис Кильота». Туда ему помог попасть журналист Хулио Мартинес, порекомендовавший Андреса хозяину команды Хоакину Сейдеману. Затем он работал в «Универсидад Католика» и «Коло-Коло». В 1967 году Андрес возглавил мексиканский клуб «Америка», став первым чилийским тренером в этой стране. Затем вновь работал в стране с командами «Унион Эспаньола» и «Уачипато». В начале 1970-х Приесто уехал в Аргентину, где в течение двух лет работал с «Платенсе», «Велес Сарсфилдом» и «Сан-Лоренсо». С «Велесом» Андрес занял второе место в первенстве 1971 года. «Сан-Лоренсо» Прието был вынужден покинуть из-за конфликта с руководством команды, не желавшего видеть в клубе футболиста, на покупке которого настаивал чилиец.
В сентябре 1975 года Прието стал главным тренером уругвайского «Ливерпуля». Он там работал до 1973 года. В 1974 году Прието тренировал любительскую команду из города Роча, а годом позже возвратился в «Ливерпуль». В 1976 году он стал главным тренером «Дефенсор Спортинга» и в первый же год выиграл чемпионат и Лигилью Уругвая. На следующий год Андрес в очередной раз возвратился на родину, возглавив клуб «Кобрелоа», который смог вывести в высший дивизион чемпионата Чили. И в первом же сезоне в Примере привёл клуб к завоеванию серебряных медалей. Этот же результат был повторён годом позже. Затем он ненадолго вернулся в «Универсидад», а затем стал главным тренером «Депортес Икике». В 1983 году Прието возглавил «Унион Сан-Фелипе», с которым занял четвёртое место с конца чемпионата. В 1984 году Андрес стал главным тренером «Боливара». На следующий год он привёл команду к выигрышу чемпионата Боливии.
В 1986 году Прието стагл главным тренером команды «Реал Санта-Крус». В 1988 году Андрес возглавил клуб второго дивизиона чемпионата Чили «Кокимбо Унидо». Затем тренировал «Наваль де Талькауано». Последней командой в тренерской карьере Прието стал «Кобрелоа». В 1993 году Андрес переехал в город Торреон, где возглавил организацию футбольных школ клуба «Сантос Лагуна». Там он работал до 1998 года, когда принял решение возвратиться в Чили.

## Международная статистика
| Матчи Андреса Прието за сборную Чили | Матчи Андреса Прието за сборную Чили | Матчи Андреса Прието за сборную Чили | Матчи Андреса Прието за сборную Чили | Матчи Андреса Прието за сборную Чили | Матчи Андреса Прието за сборную Чили | Матчи Андреса Прието за сборную Чили |
| ------------------------------------ | ------------------------------------ | ------------------------------------ | ------------------------------------ | ------------------------------------ | ------------------------------------ | ------------------------------------ |
| №                                    | Дата                                 | Место проведения                     | Оппонент                             | Счёт                                 | Голы                                 | Турнир                               |
| 1                                    | 6 декабря 1947                       | Гуаякиль                             | Уругвай                              | 0:6                                  | —                                    | Чемпионат Южной Америки              |
| 2                                    | 11 декабря 1947                      | Гуаякиль                             | Эквадор                              | 3:0                                  | —                                    | Чемпионат Южной Америки              |
| 3                                    | 29 декабря 1947                      | Гуаякиль                             | Колумбия                             | 4:1                                  | —                                    | Чемпионат Южной Америки              |
| 4                                    | 6 апреля 1949                        | Сан-Паулу                            | Боливия                              | 2:3                                  | —                                    | Чемпионат Южной Америки              |
| 5                                    | 13 апреля 1949                       | Сан-Паулу                            | Бразилия                             | 1:2                                  | —                                    | Чемпионат Южной Америки              |
| 6                                    | 17 апреля 1949                       | Рио-де-Жанейро                       | Эквадор                              | 1:0                                  | —                                    | Чемпионат Южной Америки              |
| 7                                    | 20 апреля 1949                       | Рио-де-Жанейро                       | Колумбия                             | 1:1                                  | —                                    | Чемпионат Южной Америки              |
| 8                                    | 30 апреля 1949                       | Сан-Паулу                            | Перу                                 | 0:3                                  | —                                    | Чемпионат Южной Америки              |
| 9                                    | 8 мая 1949                           | Рио-де-Жанейро                       | Уругвай                              | 3:1                                  | —                                    | Чемпионат Южной Америки              |
| 10                                   | 26 февраля 1950                      | Ла-Пас                               | Боливия                              | 0:2                                  | —                                    | Товарищеский матч                    |
| 11                                   | 12 марта 1950                        | Сантьяго                             | Боливия                              | 5:0                                  | 1                                    | Товарищеский матч                    |
| 12                                   | 29 июня 1950                         | Рио-де-Жанейро                       | Испания                              | 0:2                                  | —                                    | Чемпионат мира                       |
| 13                                   | 2 июля 1950                          | Ресифи                               | США                                  | 5:2                                  | 1                                    | Чемпионат мира                       |
| 14                                   | 16 марта 1952                        | Сантьяго                             | Панама                               | 6:1                                  | 3                                    | Панамериканский чемпионат            |
| 15                                   | 26 марта 1952                        | Сантьяго                             | Мексика                              | 4:0                                  | 2                                    | Панамериканский чемпионат            |
| 16                                   | 2 апреля 1952                        | Сантьяго                             | Перу                                 | 3:2                                  | 1                                    | Панамериканский чемпионат            |

## Достижения

### Как игрок
- Чемпион Чили: 1949

### Как тренер
- Чемпион Уругвая: 1976
- Победитель Лигильи Уругвая: 1976
- Чемпион Боливии: 1985

## Личная жизнь
Прието был женат на Ане Марии Бунстер Монтес (родилась в 1931). У них был сын Андрес Прието Бунстер.